# Еб (Ардени)
Еб (фр. Haybes) насеље је и општина у североисточној Француској у региону Шампањ-Арден, у департману Ардени која припада префектури Шарлвил Мезјер.
По подацима из 2011. године у општини је живело 2054 становника, а густина насељености је износила 73,23 становника/km². Општина се простире на површини од 28,05 km². Налази се на средњој надморској висини од 117 метара.

## Демографија
| 1962. | 1968. | 1975. | 1982. | 1990. | 1999. | 2011. |
| ----- | ----- | ----- | ----- | ----- | ----- | ----- |
| 1.983 | 2.150 | 2.081 | 2.096 | 2.071 | 2.092 | 2.054 |

График промене броја становника у току последњих година